# Geringde ridderzwam
De geringde ridderzwam (Tricholoma cingulatum) is een schimmel behorend tot de familie Tricholomataceae. Hij leeft in Europese bossen en parken in zure bodems in mycorrhiza met wilgen en berken. Vruchtlichamen verschijnen van juni tot oktober of december.

## Kenmerken

### Uiterlijke kenmerken
Hoed
De vruchtlichamen verschijnen op de grond. De dunvlezige hoed bereikt een diameter van 3 tot 6 centimeter. Het is gewelfd en spreid zich later uit met een stompe bult. Bij jonge exemplaren is de hoedrand nog naar beneden gebogen. Het oppervlak van de hoed is fijn geschubd of viltig, droog en dof. De kleur is lichtgrijs tot grijsbruin en wordt naar de rand toe lichter.
Geur en smaak
Het stevige, witte vruchtvlees is radiaal vezelig-broos en heeft een licht melige smaak en geur. De paddenstoel is eetbaar, maar is niet erg smakelijk.
Lamellen
De lamellen staan bol op de steel. Vlees en lamellen kleuren na kneuzing langzaam geel en met de leeftijd.
Steel
De steel is 5 tot 8 centimeter hoog en 8 tot 12 millimeter dik en is cilindrisch van vorm met uitzondering van de vaak puntige, nooit verdikte basis. Het is van binnen vol, vlezig en broos.
Ring
Het heeft een relatief duurzame gewatteerde tot vliezige ring waaronder het enigszins vezelachtig geschubd is.
Sporenprint
De sporenprint is wit.

### Microscopische kenmerken
De smal ellipsvormige sporen meten 4–5 × 2,5–3,5 µm. De sporen vertonen geen kleurreactie (inamyloïde) met jodiumreagentia

## Verspreiding
De geringde ridderzwam komt vrij algemeen voor in Nederland. Hij staat op de rode lijst in de categorie 'Kwetsbaar.

## Eetbaarheid
De paddenstoel is eetbaar, maar niet erg smakelijk en moet vanwege zijn zeldzaamheid worden gespaard.

## Taxonomie
De soort werd voor het eerst wetenschappelijk beschreven door Almfelt in 1830 als Agaricus cingulatus. Verwijzing naar deze soortbeschrijving door Elias Magnus Fries in een werk dat in 1832 werd gepubliceerd, leidde echter tot de wetenschappelijke erkenning van de nieuwe soort. In 1890 werd het door E. Jacobasch overgebracht naar het geslacht van de ridderzwammen (Tricholoma). Het wordt gerekend binnen het geslacht voor de sectie van de Atrosquamosa.